# (1441) Бойяи
(1441) Бойяи (венг. Bolyai) — астероид главного пояса. Он был открыт 26 ноября 1937 года венгерским астрономом Дьёрдем Кулином в обсерватории Конкоя в Будапеште. Астероид назван в честь венгерского математика Яноша Бойяи, одного из первооткрывателей неевклидовой геометрии.
|  |